# Музей на съвременното изкуство (Скопие)
Музеят на съвременното изкуство (на македонска литературна норма: Музеј на современата уметност) e музей в Скопие, Република Македония, в който се излагат творби от съвременното изкуство. Основан е на 11 февруари 1964 година. Обявен е за обект от културното наследство на Република Македония.
Музеят се намира на улица „Самуилова“ бб, на хълма Кале, близо до едноименната крепост. Днес Музеят на съвременното изкуство в Скопие е единствената институция в Република Македония, която събира и обработва документацията на съвременното изкуство в страната и излага важни исторически филми.

## История
Идеята за създаване на такъв музей възниква след голямото земетресение в Скопие от 1963 година и големия брой дарени произведения на изкуството, изпратени в града в знак на солидарност от международни организации, музеи и отделни хора. За да съхрани тези подаръци, на 11 февруари 1964 г. е взето решение за създаване на Музей за съвременно изкуство, като за пръв директор на музея е назначен Борис Петковски. Броят на даренията се увеличава в следващите няколко години, а в периода 1966 – 1970 година е наето галерийно пространство за провеждане на изложби в центъра на града.

## Сграда
Поради нарастващите потребности в 1969 година започва изграждането на новата музейна сграда, официално открита на 13 ноември 1970 година. Сградата има лекционна зала, зали за филмови и видеопрожекции, библиотека и архиви, администрация и други. Обявена е за паметник на културата. Реновирана е за първи път от откриването си и открива изложбата „Солидарност – непълен проект“ на 22 февруари 2014 година.

## Галерия
- Една от фасадите на музея
- Част от изложба в музея
- Трем на музея
- Изложена скулптура